# William McBeath
William McBeath (* 7. Mai 1856 in Callander, Schottland; † 15. Juli 1917 in Lincoln, England) war ein schottischer Fußballspieler und einer der Gründerväter der Glasgow Rangers.

## Frühe Lebensjahre
William McBeath wurde am 7. Mai 1856 im schottischen Callander, Grafschaft Perthshire, geboren. Er war das dritte von vier Kindern von Peter und Jane McBeath. Der jüngste Sprössling der Familie überlebte die Kindheit nicht. McBeath hatte auch vier weitere Halbbrüder und Schwestern aus früheren Beziehungen seines Vaters. Im Alter von acht Jahren, kurz nach dem Tod seines Vaters; zog er mit seiner Mutter und seiner älteren Schwester Jane in die schnell wachsende Industriestadt Glasgow. In der Volkszählung von 1871 wird der damals vierzehnjährige William als Verkaufsassistent aufgeführt, der in der Cleveland Street in der Gegend von Sandyford in Glasgow lebt.

## Karriere im Fußball

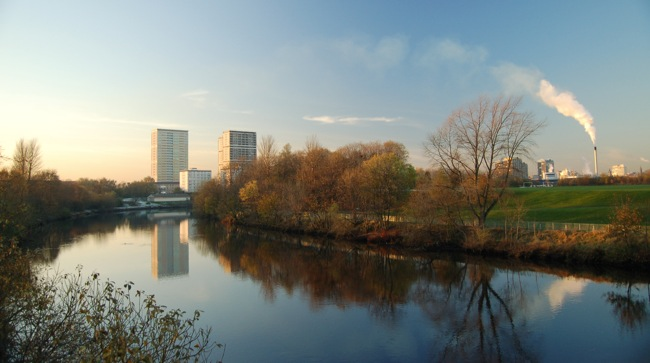
Flesher’s Haugh im Jahr 2005

Im Jahr 1872 sah McBeath zusammen mit seinen drei Freunden, Peter Campbell, und den Brüdern Peter McNeil und Moses McNeil eine Gruppe von Männern, die im Glasgow Green in Flesher’s Haugh Fußball spielten. Daraufhin entschieden sie sich eine eigene Mannschaft zu gründen. Die erste Partie dieses Teams fand unter dem Namen „Argyle“ im Mai 1872 in Flesher’s Haugh gegen den FC Callander statt und endete mit einem torlosen 0:0. Die offizielle Gründung fand am 15. Juli 1873 unter dem Namen Glasgow Rangers statt.
McBeath wurde in der Liste der Amtsträger als erster Präsident des Vereins aufgeführt. Er spielte sein letztes Spiel für die Rangers im November 1875 und verließ den Verein bald darauf.

## Späteres Leben

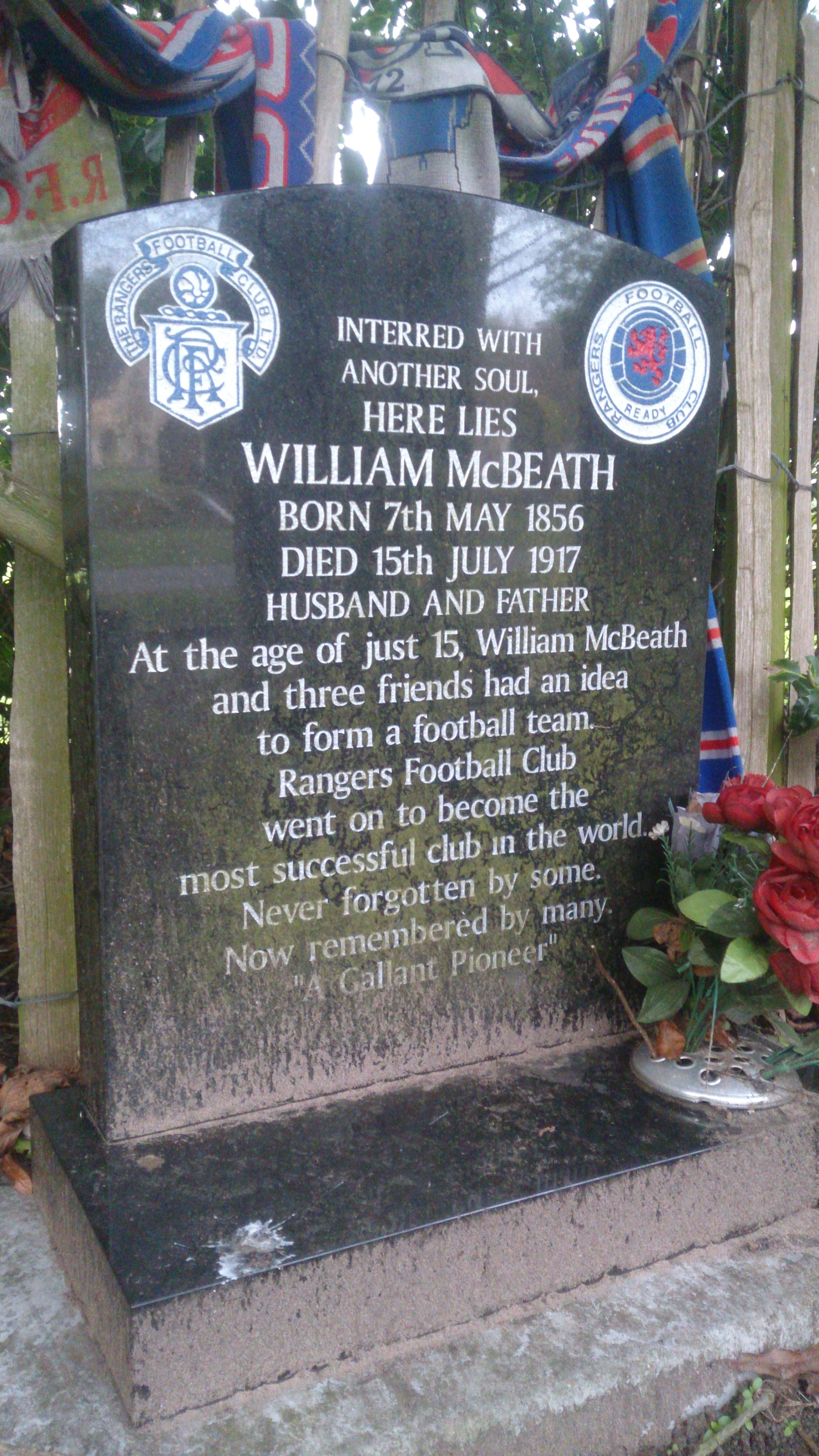
Der neue Grabstein von McBeath im Jahr 2018

Im Jahr 1878 heiratete William McBeath im Alter von 22 Jahren die ein Jahr jüngere Jeannie Yates Harris. Sie hatten drei Kinder, William Duncanson (* 1880), Agnes Isabella (* 1882) und Norman Douglas (1890–1973). Bis 1878 war William ein Handelsreisender. Er war nach der Heirat in die Gegend von Crosshill gezogen. 1881 war die Familie von Glasgow in das englische Bristol gezogen. Einige Zeit nach 1893 war die Ehe zerbrochen.
Im Jahr 1897 musste er sich einem Gerichtsverfahren mit dem Vorwurf des Betrugs stellen das ohne Schuldspruch endete. Er heiratete am 25. Dezember 1898 Sarah Ann Lambert in Bradford. Er gab an Witwer zu sein. Beweise deuten darauf, das seine Exfrau in der Volkszählung von 1901 sich als verwitwet ausgibt.
William McBeath lebte den größten Teil seiner späteren Jahre in einem Armenhaus in Lincoln. Er wurde später als „Schwachkopf“ eingestuft. Die Beweise für seinen Gesundheitszustand deuten darauf hin, dass er an Alzheimer gelitten hatte. Er starb am 15. Juli 1917 im Alter von 61 Jahren. Er wurde in einem nicht gekennzeichneten Grab auf dem Lincoln Cemetery beigesetzt.

## Erbe
Willam McBeaths Beitrag zur Gründung der Rangers wurde lange Zeit nicht so gefeiert und geehrt wie die der anderen Gründungsmitglieder des Vereins. Sein Grab am hinteren Ende eines Friedhofs in Lincoln blieb bis in das 21. Jahrhundert unmarkiert, bis ein Fan der Rangers ein Kreuz und eine einfache Tafel mit der Aufschrift platzierte: „In this place lies William McBeath who in 1872, Along with three friends, had an idea to start a football Team. That team became Rangers FC.“  (deutsch: „An dieser Stelle liegt William McBeath, der 1872 zusammen mit drei Freunden die Idee hatte, eine Fußballmannschaft zu gründen. Diese Mannschaft wurde Rangers FC.“)
Im Sommer 2010 schlossen Rangers-Unterstützer einen 50-jährigen Pachtvertrag für das Grab ab und widmeten einen Grabstein zu Ehren von McBeath und seiner letzten Ruhestätte.
Am 22. Februar 2010 wurde William McBeath zusammen mit Lorenzo Amoruso, Derek Parlane, Ian McMillan und George Brown in die Rangers Hall of Fame aufgenommen.